# 锡科鲁
锡科鲁是葡萄牙布拉干萨区的一个堂区。总面积14.51平方公里，总人口105人，人口密度7.2人/平方公里。